# Miskito

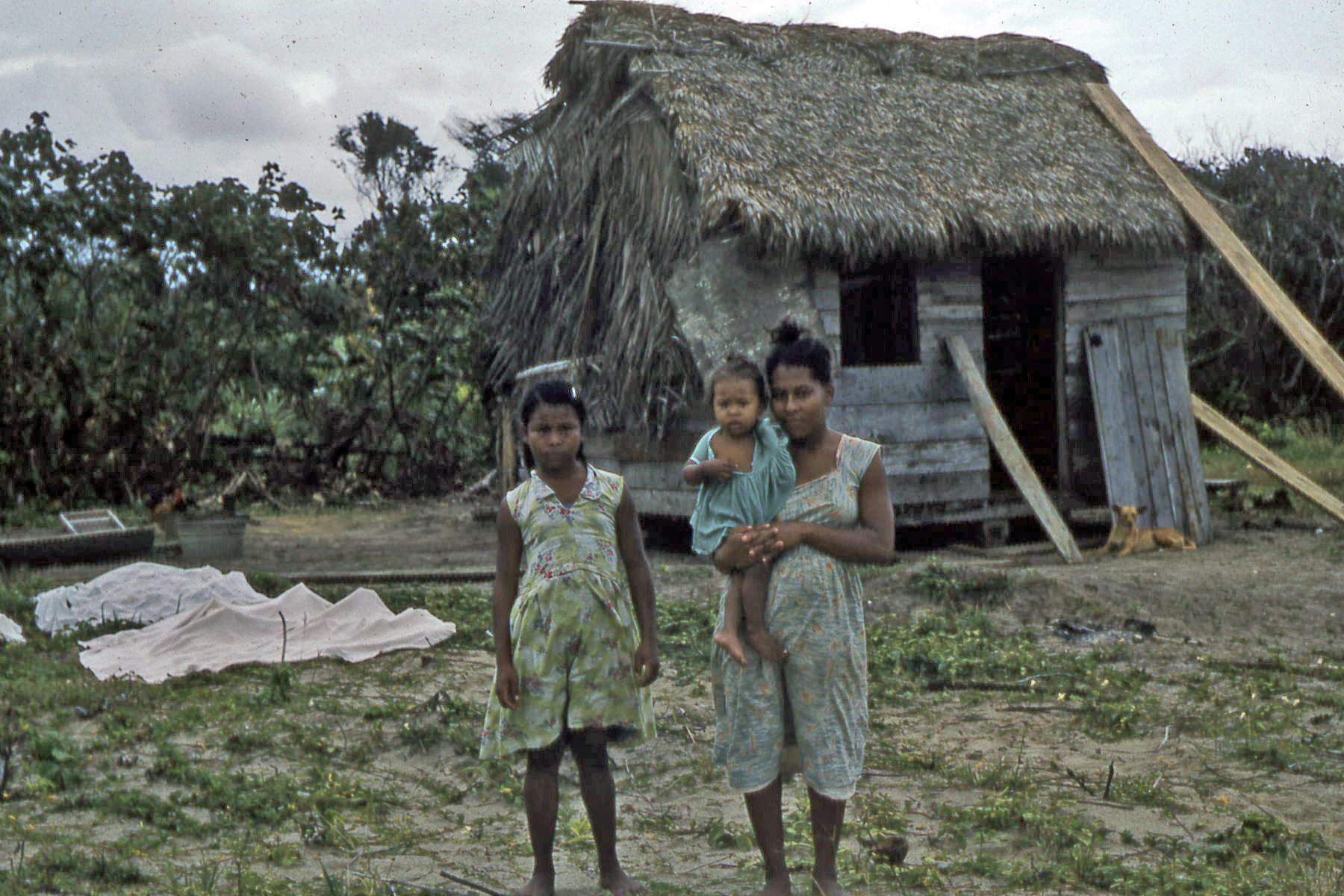
Miskito-Familie (Mitte 20. Jh.)

Die Miskito (auch Miskuto, Mosquito) sind ein indigenes Volk, das heute vor allem an der Atlantikküste im Grenzgebiet von Nicaragua und Honduras lebt.

## Bevölkerung
In Nicaragua leben heute gut 100.000 Personen dieser Volksgruppe. Die dortigen Siedlungsschwerpunkte liegen in der Región Autónoma de la Costa Caribe Norte (Nördliche Atlantikküste Nicaraguas, auch Miskitoküste genannt) mit seiner Hauptstadt Bilwi (Puerto Cabezas) und mit der Stadt Waspán am Fluss Wangki (Río Coco). In Honduras leben heute etwa 25.000 Miskitos.
Um 1800 wird ihre Zahl auf ca. 2000 geschätzt. D. Olien nimmt an, dass ihre Zahl zwischen 1633 und 1908 bei 10.000–15.000 Menschen lag. Er schätzte 1983 die Bevölkerung auf 150.000.

## Name
Der Name Miskito leitet sich wahrscheinlich vom Namen eines früheren Königs ab, der Miskut hieß. Nach einer anderen Tradition geht es auf den Namen Dis Kitwras Nani zurück, den sich die ehemaligen Kiribi gaben, nachdem sie aus ihrer Heimat vertrieben worden waren und sich an der Küste auf dem ehemaligen Land der Sumu niederließen.
Die geläufigste Annahme ist eine Ableitung von Muskete (musket, mosquete, mousquet).

## Gesellschaftsstruktur

### Könige
Seit mindestens 1655 hatten die Miskito von Könige, das Amt ging meist vom Vater auf den Sohn über. Zusätzlich gab es Admirale, Generale und Gouverneure, die bestimmte Landesteile regierten. Seit 1687 wurden die Könige offiziell von den Engländern bestätigt. Mit dem Vertrag von Managua von 1860 ging die Macht des Königs zurück.
Die Namen folgender Könige sind bekannt.
- Oldman (ca. 1655–1668)
- Jeremy I (1688 – ca. 1720), Sitz in Sandy Bay
- Jeremy II (ca. 1720 – ca. 1729), erschlossen
- Peter (ca. 1729 – ca. 1739)
- Edward (ca. 1739–1755), Sohn von Jeremy II
- George I (1755–1776), Sohn von Jeremy II
- George II (1777–1800)
- Prinz Stephen (1800–1816), Bruder von George II
- George Frederic (1816–1824), auch Frederic oder George Frederic Augustus. Sohn von George II
- Robert Charles Frederic (1824–1842), Bruder von George Frederic
- Britische Regentschaft, (1842–1845). Superintendent Macdonald, Charles Fancourt, Patrick Walker
- George Augustus Frederic (1845 – ca. 1864) Sohn von Robert Charles Frederic und Königin Juliana
- William Henry Clarence (ca. 1866–1883), Sohn von Victoria, der Schwester von George Augustus Frederic
- George William Albert Hendy (1884–1888)
- Jonathan Charles Frederic (1889–1890), Sohn von Matilda, der Halbschwester von Robert Charles Frederic
- Robert Henry Clarence (1891–1894), letzer König

Die Funktion der Könige ist umstritten, Mary Helms sieht in ihnen vor allem Anführer im Krieg, während die Miskito-Gesellschaftsstruktur sonst egalitär war.

## Sprache
Die Miskitos sprechen Miskito, zu der auch eine Schriftsprache existiert. Miskito galt als karibische Sprache, hat aber große Ähnlichkeit zu Sumu, das zu den Lenca-Sprachen gerechnet wird. Heute wird es den Chibcha-Sprachen zugeordnet.

## Religion
Viele Miskito gehören der Herrnhuter Brüdergemeine an.

## Geschichte
Das traditionelle Hauptnahrungsmittel der Miskito war Kassava. Aus Mais wurde Bier gebraut. Schildkrötenfleisch war ein wichtiger Nahrungsbestandteil. Zum Schildkrötenfang besuchten sie auch Inseln wie Providence. Hierzu waren seegängige Schiffe notwendig.
Der Konquistador Diego de Nicuesa versuchte die Miskito erfolglos zu unterwerfen. In der Folge zeichneten sich die Miskitos durch ihre Feindschaft gegenüber den Spaniern aus. Miskitos segelten oft auf Piratenschiffen, wo sie fischten und Dugongs jagten, für ihre Dienste bekamen sie einen Anteil an der Beute.
Seit dem späten 16. Jahrhundert hatten Briten an der Miskitoküste gelebt, die meisten davon Holzfäller, die Färbeholzbäume fällten und nach Europa exportierten (Logger oder Baymen). Durch den Kontakt mit den Engländern veränderte sich die Lebensweise der Miskito, sie wurden zu einem „kolonialen Stamm“. im Sinne von Neil Whitehead.
1730, 1737, 1747–1748, 1754–1755 und 1779–17783 halfen die Miskito den Briten, spanische Angriffe zurückzuschlagen. Dafür erhielten sie Feuerwaffen, eiserne Beile und Äxte sowie Stoffe. Black River nordwestlich der eigentlichen Moskitoküste war ein wichtiges Handelszentrum.
Spätestens seit dem 18. Jahrhundert wurden die Miskitos von Königen regiert, die sich englische Namen gaben.
Die Briten nutzen die Miskitos als Unterstützung gegen Spanien, besonders im Rahmen des spanischen Erbfolgekrieges bzw. des War of Jenkin's ear (1739 bis 1742).
Am 16. März 1740 schloss Leutnant Robert Hogdson im Namen Edward Trelawny, dem Gouverneur von Jamaika, mit König Edward einen Freundschaftsvertrag ab, die Miskito erkannten die britische Herrschaft an.
Nach dem Clayton-Bulwer-Vertrag von 1850 nahm der englische Einfluss ab.
Auch im 20. und 21. Jahrhundert ließen sich Siedler von außerhalb (colonos) auf dem Stammesgebiet nieder, was zu Konflikten führte.